# Final da Taça dos Clubes Vencedores de Taças de 1963-64
A Final da Taça dos Clubes Vencedores de Taças de 1963–64 foi um jogo de futebol disputado entre o Sporting CP de Portugal e o MTK da Hungria. A quarta final da Taça dos Clubes Vencedores de Taças foi disputada no Estádio de Heysel, em Bruxelas, e terminou empatada 3-3 e, portanto, foi  necessária a repetição dois dias depois, no Estádio Bosuil, em Antuérpia. O Sporting venceu a repetição por 1 a 0, com um famoso golo de canto directo de João Morais.

## Caminho para a final
| Sporting CP       | Sporting CP | Sporting CP | Sporting CP | Sporting CP |                       | MTK Budapest  | MTK Budapest | MTK Budapest | MTK Budapest | MTK Budapest |
| ----------------- | ----------- | ----------- | ----------- | ----------- | --------------------- | ------------- | ------------ | ------------ | ------------ | ------------ |
| Oponente          | Total       | 1º jogo     | 2º jogo     | Repetição   |                       | Oponente      | Total        | 1º jogo      | 2º jogo      | Repetição    |
| Atalanta          | 3–3 (r)     | 0–2 (F)     | 3–1 (p) (C) | 3–1 (p)     | Primeira Eliminatória | Slavia Sofia  | 2–1          | 1–0 (C)      | 1–1 (F)      |              |
| APOEL             | 18–1        | 16–1 (C)    | 2–0 (F)     |             | Segunda Eliminatória  | Motor Zwickau | 2–1          | 0–1 (F)      | 2–0 (C)      |              |
| Manchester United | 6–4         | 1–4 (A)     | 5–0 (H)     |             | Quartos-de-final      | Fenerbahçe    | 3–3 (r)      | 2–0 (C)      | 1–3 (p) (F)  | 1–0          |
| Lyon              | 1–1 (r)     | 0–0 (A)     | 1–1 (p) (C) | 1–0         | Meias-finais          | Celtic        | 4–3          | 0–3 (F)      | 4–0 (C)      |              |

## Jogo

### Detalhes
| 1964-05-13 | Sporting CP                          | 3–3 | MTK Budapest              | Heysel Stadium, Brussels |
|            | Mascarenhas 40' · Figueiredo 48' 80' |     | Sándor 19' 75' · Kuti 73' | Público: 30,000          |

| Sporting CP | MTK Budapest |

| GK                | 1  | Joaquim Carvalho   |
| DF                | 2  | Pedro Gomes        |
| DF                | 3  | João Morais        |
| DF                | 4  | José Carlos        |
| DF                | 5  | Alexandre Baptista |
| MF                | 6  | Fernando Mendes    |
| MF                | 7  | Géo Carvalho       |
| MF                | 8  | Mascarenhas        |
| FW                | 9  | Bé Bocareli        |
| FW                | 10 | Ernesto Figueiredo |
| MF                | 11 | Osvaldo Da Silva   |
| Manager:          |    |                    |
| Anselmo Fernández |    |                    |

| GK            | 1  | Ferenc Kovalik |
| DF            | 2  | György Keszei  |
| DF            | 3  | István Nagy    |
| DF            | 4  | József Danszky |
| DF            | 5  | István Jenei   |
| MF            | 6  | Ferenc Kovács  |
| MF            | 7  | Károly Sándor  |
| MF            | 8  | Mihály Vasas   |
| FW            | 9  | István Kuti    |
| FW            | 10 | István Halápi  |
| MF            | 11 | László Bödör   |
| Manager:      |    |                |
| Béla Volentik |    |                |

### Finalíssima
| 1964-05-15 | Sporting CP | 1–0 | MTK Budapest | Bosuil Stadium, Antwerp |
|            | Morais 19'  |     |              | Público: 19,000         |

| Sporting CP | MTK Budapest |

| GK                | 1  | Joaquim Carvalho   |
| DF                | 2  | Pedro Gomes        |
| DF                | 3  | João Morais        |
| DF                | 4  | José Carlos        |
| DF                | 5  | Alexandre Baptista |
| MF                | 6  | Fernando Mendes    |
| MF                | 7  | Géo Carvalho       |
| MF                | 8  | Mascarenhas        |
| FW                | 9  | José Pérides       |
| FW                | 10 | Ernesto Figueiredo |
| MF                | 11 | Osvaldo Da Silva   |
| Manager:          |    |                    |
| Anselmo Fernández |    |                    |

| GK            | 1  | Ferenc Kovalik |
| DF            | 2  | György Keszei  |
| DF            | 3  | István Nagy    |
| DF            | 4  | József Danszky |
| DF            | 5  | István Jenei   |
| MF            | 6  | Ferenc Kovács  |
| MF            | 7  | Károly Sándor  |
| MF            | 8  | Mihály Vasas   |
| FW            | 9  | István Kuti    |
| FW            | 10 | István Halápi  |
| MF            | 11 | László Bödör   |
| Manager:      |    |                |
| Béla Volentik |    |                |